# Sumatrastraat 268-310

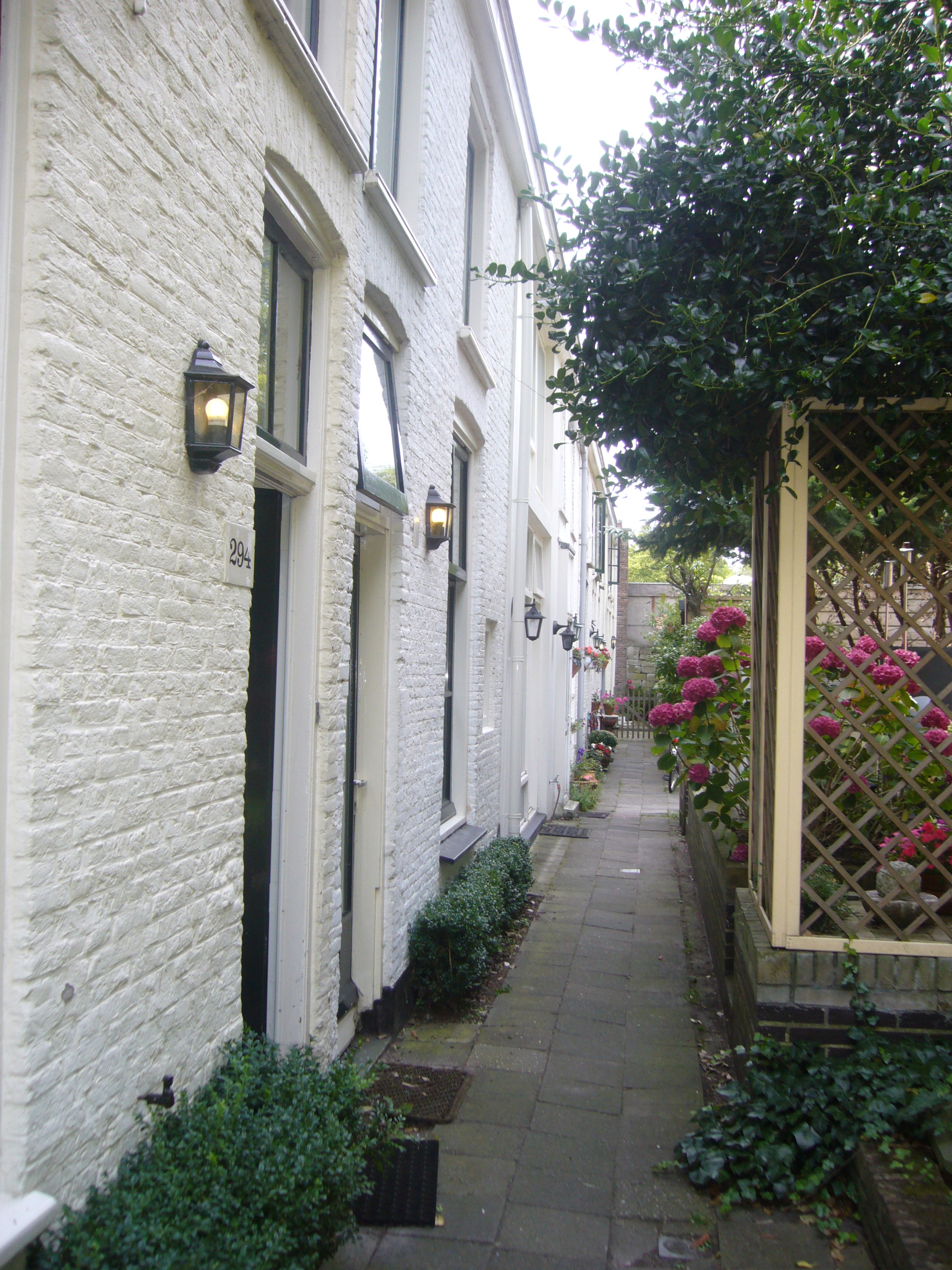
Rij huizen met tuin

Op Sumatrastraat 268-310 in Den Haag is een naamloos hofje.
Het merendeel van de Haagse hofjes heeft geen naam, hetgeen verwarrend kan zijn. In de Sumatrastraat zijn vier hofjes: het Hofje van Kortekaas (nrs 179-183), De Witte Poort (nrs 249-271), het Hofje van Elf (nrs 230-232) en dit hofje. De Witte Poort en dit hofje zijn uit de tweede helft van de 19de eeuw.
Door een poort en een vaak gesloten deur, waarboven het jaartal 1869 is aangebracht, komt men op een binnenterrein waar rug aan rug twee rijen huisjes staan. Langs de huisjes loopt een pad, de huisjes van de achterste rij hebben aan de andere kant van het pad een tuin.
Soms zijn twee huisjes samengevoegd. Nummer 310 staat los van de rijtjes.
In 1955 zijn de huisjes gerenoveerd en kregen ze een nieuwe, eenvoudige keuken en WC. Sindsdien zijn veel huisjes verkocht en verbouwd.